# خنجر الحديد النيزكي لتوت عنخ آمون

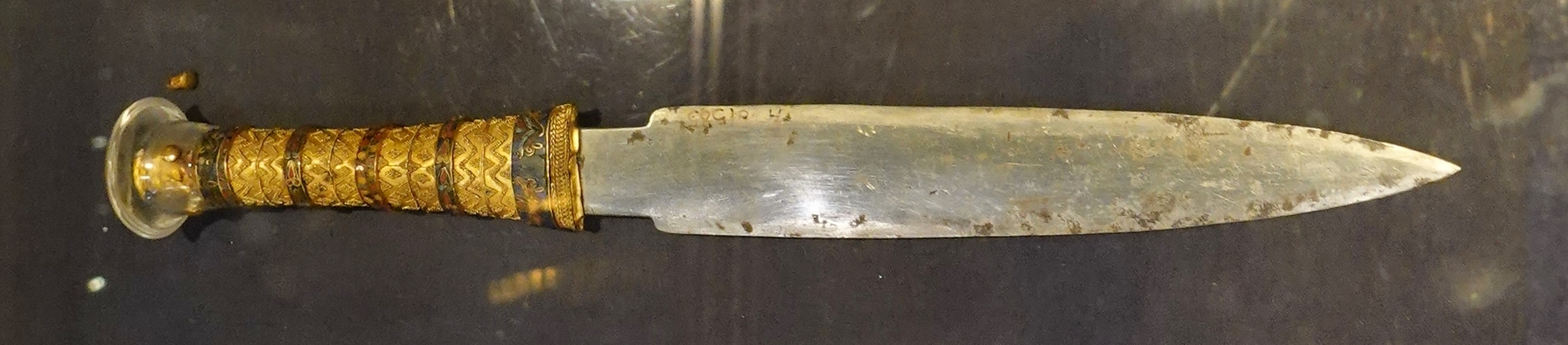
خنجر الحديد النيزكي لتوت عنخ آمون

خنجر توت عنخ آمون الحديدي، يرتبط ارتباطًا وثيقًا بالتركيب النيزكي، بما في ذلك التجانس. اكتشفت أصلا في عام 1925 في توت عنخ آمون الصورة 14 قرن قبل الميلاد الملك ادي القبر من قبل عالم الآثار هوارد كارتر، وخنجر الحديد هو من النيزك المنشأ. الخنجر معروض حاليا بالمتحف المصري في القاهرة.

## تحليل
منذ الستينيات، تم قبول المحتوى العالي من النيكل في النصل كدليل على الأصل النيزكي.  أظهرت دراسة حديثة نُشرت في يونيو 2016 مستمدة من تحليل مطياف الأشعة السينية أن النصل تتكون في الغالب من الحديد (Fe) و 11٪ نيكل (Ni) و 0.6٪ كوبالت (Co). هذا يعني أن تركيبها يقع ضمن متوسط مجموعة من 76 نيزكًا حديديًا تم اكتشافه سابقًا.
يتراوح محتوى النيكل في الكتلة المعدنية لمعظم نيازك الحديد من 5٪ إلى 35٪ ، بينما لا يتجاوز أبدًا 4٪ في المشغولات الحديدية التاريخية من الخامات الأرضية ليرتبط خنجر توت عنخ آمون الحديدي ارتباطًا وثيقًا بالتركيب النيزكي، بما في ذلك التجانس . اكتشفت في عام 1925 قبل الميلاد و خنجر الحديد هو من النيزك المنشأ. الخنجر معروض حاليا بالمتحف المصري في القاهرة .التي تم إنتاجها قبل القرن التاسع عشر . 
أيضًا، نسبة النيكل إلى الكوبالت في هذه النصل قابلة للمقارنة بالمواد النيزكية الحديدية. 
في وقت تحنيط الملك توت عنخ آمون في حوالي 1323 قبل الميلاد ( العصر البرونزي )، كان صهر الحديد وتصنيعه نادرًا. تم استخدام الأشياء الحديدية فقط للأغراض الفنية والزخرفية والطقوس وتقديم الهدايا والأغراض الاحتفالية بالإضافة إلى التصبغ. ثم ، كان يُعتبر الحديد في هذا العصر أكثر قيمة أوأغلى من الذهب. تم تقديم المشغولات الحديدية كهدايا ملكية خلال الفترة التي سبقت مباشرة حكم توت عنخ آمون (أي في عهد أمنحتب الثالث ).     

## عقبات العلماء
كان تحديد حدوث الحديد عبر الماضي القديم جدًا - مثل الحصول عليه وصهره وإدخاله في الحضارات المختلفة - موضوعًا مستمرًا للدراسة والمناقشة. من أواخر العصر الحجري الحديث إلى العصر البرونزي ، استخدمت ثقافات شرق البحر الأبيض المتوسط القديمة الحديد بشكل غير منتظم. لقد ثبت أن وجود أجسام حديدية مصهورة خلال هذه الفترة غير شائع أو نادر ، ويعتقد أنها أتت من الركاز الموجود في الشهب. ومع ذلك ، فإن أساليب عمل الحديد واستخداماته ، وانتشاره وتداوله داخل مجتمعات ما قبل التاريخ ، هي قضايا تخالف المجتمع العلمي بسبب الثغرات في المعرفة والبيانات. تضمنت هذه المناقشات مصدر النيازك المفترض باعتباره المادة التي صنع منها نصل خنجر الحديد.  
بالإضافة ، لم يكن من السهل دائمًا الحصول على إذن لاختبار القطع الأثرية المصرية القديمة ، بما في ذلك الاختبارات المدمرة للعينات الصغيرة والاختبارات غير المدمرة .  
كان التقدم في التقنيات المستخدمة لتحليل أعمق للقطع الأثرية مطلوبًا ، وهو ما حدث على مدار العشرين عامًا الماضية. ومن ثم ، خلال «العشرين عامًا الماضية ، سمح تحسن كبير في تكنولوجيا أجهزة الكشف عن الحالة الصلبة بتطبيقات تحليلية جديدة».  لذلك ، تُظهر مقاييس الطيف الفلورية للأشعة السينية الحديثة ، وهي طريقة للاختبار غير المدمر ، عادةً قدرات تفكيك محسنة تؤدي إلى حل التركيب الكيميائي للقطع الأثرية المستهدفة بدقة أكبرللعناصر المكونة لها. إن مقاييس الطيف المحددة المستخدمة في هذه الدراسة المعروفة الآن هي أجهزة محمولة.      

## خلفية تاريخية
لا يوجد دليل أثري مصري على صهر الحديد حتى القرن السادس قبل الميلاد. يعود أقدم مثال معروف لاستخدام الحديد المعدني في مصر إلى حوالي 3400 قبل الميلاد. يتوافق هذا مع عصر ما قبل التاريخ قبل أن تصبح مصر دولة واحدة يحكمها فرعون . 

### حبات معدنية
الاحجار الكريمه كانت تعلق على خصرورقبة رجل مدفون في مقبرة جرزة ، 70 كيلومتر جنوب القاهرة الحديثة. 
بعد وقت قصير من اكتشاف الخرز في عام 1911 ، كشف التحليل العلمي أن الخرز غني بالنيكل . نظرًا لأن كل حديد النيزك غني بالنيكل ، فإن هذا يشير إلى أصل نيزكي. ومع ذلك ، في الثمانينيات ، ظهرت شكوك قوية بعد اقتراحات من علماء المعادن القديمة بأن بعض الأمثلة المبكرة من الحديد الغني بالنيكل قد تم إنتاجها عن طريق استخدام خامات الحديد الغنية بالنيكل الأرضية. لتحديد مصدر النيزك كان هناك حاجة إلى مزيد من التحليل الدقيق.
في عام 2013 ، تم تصوير حبة واحدة من متحف مانشستر (المملكة المتحدة) ، وتم تعريضها لمجهر إلكتروني للكشف عن التركيب الكيميائي للخرز ، وتم إنتاج نموذج الأشعة السينية (أو المسح الضوئي) للخرز. أشارت النتائج إلى أن الهياكل الدقيقة للخرز وتكوينها كانت متناسقه مع تلك الموجودة في نيزك الحديد الذي تم تشغيله في صفيحة رقيقة صغيرة وثنيها في حبة على شكل أنبوب. ومن ثم ، «لأول مرة باستخدام التكنولوجيا الحديثة [الباحثون] سجلوا دليلاً قاطعًا على أن أقدم استخدام معروف للحديد من قبل المصريين كان من النيزك». 

### توت عنخ آمون
تم اكتشاف تسعة عشر قطعة في مقبرة توت عنخ آمون ، بما في ذلك مجموعة من الشفرات التي تبدو مشابهة جدًا لتلك المستخدمة في حفل فتح الفم المصري (طقس يتم إجراؤه لصالح المتوفى لتمكين الحياة الآخرة ). ترتبط هذه الشفرات أيضًا ارتباطًا معقدًا بالحديد والنجوم ، ويتم وصفها في قوائم جرد المعابد على أنها مكونة من الحديد وكثيراً ما يشار إليها بمسمى النجوم. 
وكانت الأجسام الحديدية الأخرى ملفوفة بمومياء توت عنخ آمون. وتشمل هذه مسند رأس مصغر موجود بداخلقناع الموت الذهبي ، وتميمة متصلة بسوار ذهبي ونصل خنجر بفتحة ذهبية. تم صنعها جميعًا بطرق بدائية نسبيًا باستثناء نصل الخنجر التي تم إنتاجها بخبرة.
يشير هذا إلى أن الخنجر ربما تم استيراده إلى مصر كهدية ملكية من منطقة مجاورة ، مما يشير إلى أن معرفة مصر ومهاراتها في إنتاج الحديد في ذلك الوقت كانت محدودة نسبيًا. فقط المزيد من الاختبارات التحليلية يمكن أن تؤكد ما إذا كانت كل هذه القطع الأثرية مصنوعة من الحديد النيزكي ولكن يبدو أنها تشير إلى أن الحديد كان مادة تستخدم للإشارة إلى المكانة العالية في وقت وفاة توت عنخ آمون في حوالي 1327 قبل الميلاد. 